# Stourton (Warwickshire)
Stourton – wieś i civil parish w Anglii, w Warwickshire, w dystrykcie Stratford-on-Avon. W 2011 civil parish liczyła 159 mieszkańców.